# Itzincab Palomeque
Itzincab Palomeque är en ort i Mexiko.   Den ligger i kommunen Umán och delstaten Yucatán, i den östra delen av landet, 1 000 km öster om huvudstaden Mexico City. Itzincab Palomeque ligger 9 meter över havet och antalet invånare är 5 013.
Terrängen runt Itzincab Palomeque är mycket platt. Runt Itzincab Palomeque är det mycket tätbefolkat, med 1 018 invånare per kvadratkilometer. Närmaste större samhälle är Mérida, 10,7 km nordost om Itzincab Palomeque. Omgivningarna runt Itzincab Palomeque är en mosaik av jordbruksmark och naturlig växtlighet.